# Talostolida subteres
Talostolida subteres is een slakkensoort uit de familie van de Cypraeidae. De wetenschappelijke naam van de soort is voor het eerst geldig gepubliceerd in 1881 door Weinkauff.